# Figulus rugosus
Figulus rugosus is een keversoort uit de familie vliegende herten (Lucanidae). De wetenschappelijke naam van de soort is voor het eerst geldig gepubliceerd in 1874 door Deyrolle.